# حالة الطوارئ (الهند)

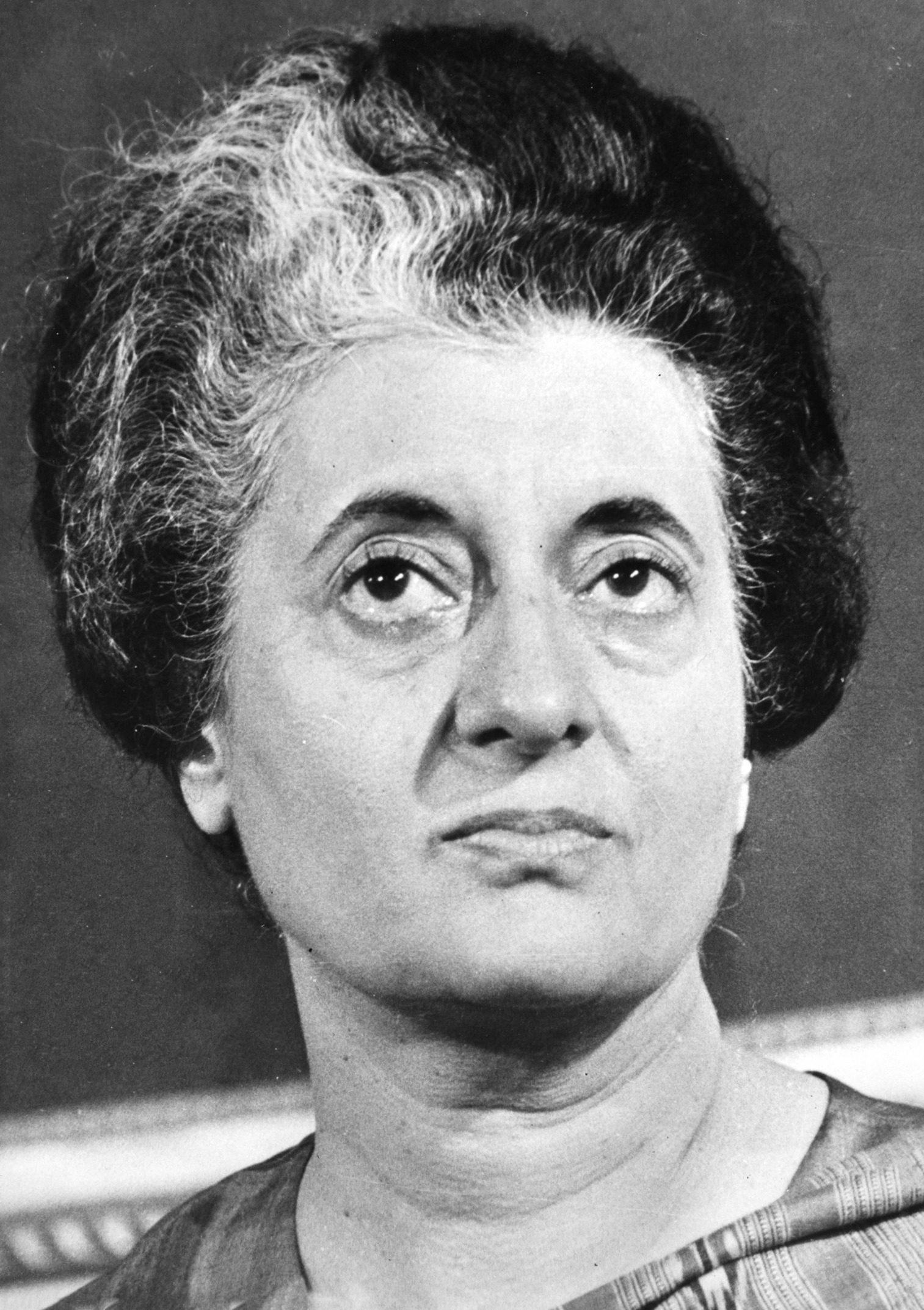

في الهند، تشير «حالة الطوارئ» إلى الفترة التي استمرت 21 شهرًا منذ عام 1975 وحتى عام 1977 حين أعلنت رئيسة الوزراء أنديرا غاندي حالة الطوارئ في مختلف أنحاء البلاد. صدرت حالة الطوارئ رسميًا عن الرئيس فخر الدين علي أحمد بموجب المادة 352 من الدستور بسبب «الاضطراب الداخلي» السائد، فبقيت سارية منذ 25 يونيو عام 1975 وحتى إلغائها في 21 مارس عام 1977. منح الأمرُ رئيسة الوزراء سلطة الحكم بمرسوم، وأجاز تعليق الانتخابات وكبح الحريات المدنية. خلال قسم كبير من حالة الطوارئ هذه، سُجن أغلب معارضي غاندي السياسيين وخضعت الصحافة للرقابة. سُجلت عدة انتهاكات أخرى لحقوق الإنسان منذ ذلك الحين، بما في ذلك حملة تعقيم إجبارية جماعية قادها سانجاي غاندي ابن رئيسة الوزراء. حالة الطوارئ هي واحدة من أكثر الفترات إثارة للجدل في تاريخ الهند المستقلة.
اقترحت أنديرا غاندي القرار النهائي بفرض حالة طوارئ، ووافق عليه رئيس الهند، وصدّق عليه بعد ذلك مجلس الوزراء والبرلمان (منذ يوليو وحتى أغسطس من عام 1975)، استنادًا إلى الأساس المنطقي بوجود تهديدات داخلية وخارجية وشيكة للدولة الهندية.

## تمهيد

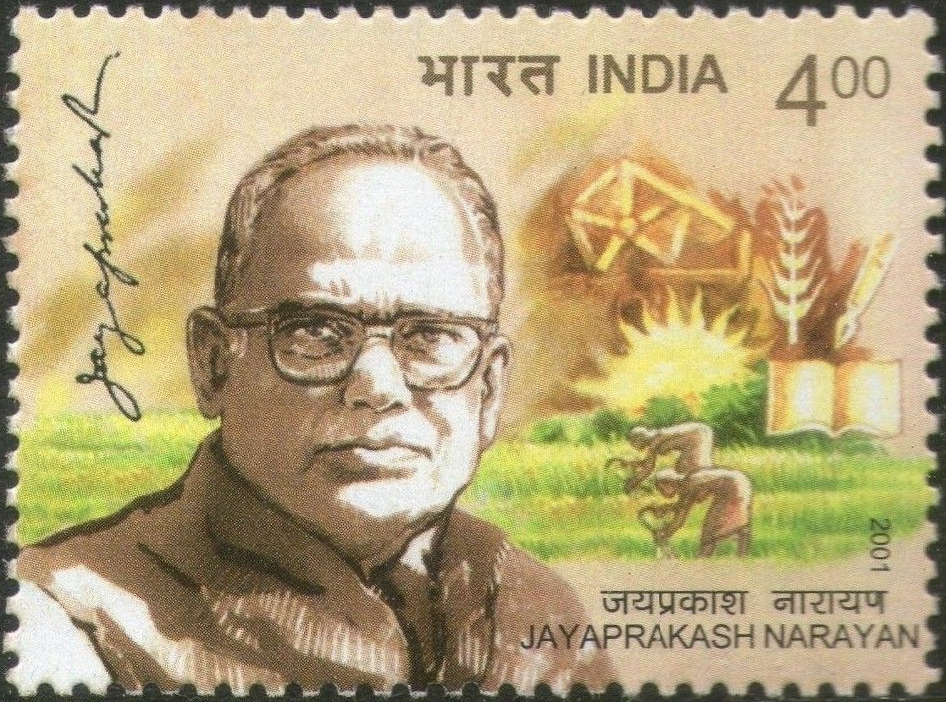
جايبراكاش نارايان 2001 ختم الهند

### بروز أنديرا غاندي
بين عامي 1967 و1971، جاءت رئيسة الوزراء أنديرا غاندي لتسيطر بشكل شبه مطلق على الحكومة وحزب المؤتمر الوطني الهندي، فضلًا عن الأغلبية الساحقة في البرلمان. تحقق الأول بتركيز سلطة الحكومة المركزية داخل أمانة رئيس الوزراء، لا الحكومة ذاتها، التي نظرت إلى أعضائها المنتخبين على أنهم تهديد وغير موثوقين. ومن أجل ذلك، اعتمدت على سكرتيرها الرئيسي بّي. إن. هاكسار، وهو شخصية مركزية في دائرة مستشاري أنديرا المقرّبين. علاوة على ذلك، روّج هاكسار لفكرة «البيروقراطية الملتزمة» التي تتطلب من المسؤولين الحكوميين غير المتحيزين حتى ذلك الوقت أن «يلتزموا» أيديولوجيا الحزب الحاكم آنذاك.
داخل المجلس، تفوقت أنديرا بلا هوادة من على منافسيها، فأرغمت الحزب في عام 1969 على الانقسام إلى الكونغرس (أو) (الذي يضم الحرس القديم المعروف باسم «النقابة») والكونغرس (آر) خاصتها. انحاز أغلب أعضاء لجنة كونغرس عموم الهند وأعضاء الكونغرس إلى رئيسة الوزراء. كان حزب أنديرا من سلالة مختلفة عن الكونغرس القديم، الذي كان مؤسسة قوية ذات تقاليد ديمقراطية داخلية. من ناحية أخرى، أدرك الأعضاء بسرعة أن تقدمهم في صفوف القوات لا يعتمد إلا على ولائهم لأنديرا غاندي وأسرتها، وأصبح التباهي بالتملق أمرًا روتينيًا. في السنوات التالية، كان نفوذ أنديرا قويًا إلى الحد الذي جعلها قادرة على تنصيب الموالين المختارين بعناية في مناصب رؤساء وزراء الولايات، بدلًا من انتخابهم من قبل الحزب التشريعي في الكونغرس.
كان بروز أنديرا مدعومًا بشخصيتها الجذابة بين الجماهير التي ساعدتها المنعطفات اليسارية شبه الراديكالية لحكومتها. شملت هذه التدابير تأميم عدة مصارف رئيسية في شهر يوليو من عام 1969 وإلغاء الخزانة الخاصة في شهر سبتمبر من عام 1970؛ كانت هذه التغييرات في كثير من الأحيان تحدث فجأة، عن طريق القانون، في صدمة خصومها. في وقت لاحق، وعلى النقيض من النقابة وغيرها من المعارضين، اعتُبرت أنديرا «مؤيدة للاشتراكية في الاقتصاد والعلمانية في المسائل الدينية، ومناصرة للفقراء وتنمية الأمة ككل». كانت رئيسة الوزراء محبوبة بشكل خاص بين المنبوذون والفقراء والنساء والأقليات.
في الانتخابات العامة لعام 1971، احتشد الناس خلف شعار أنديرا الشعبي غاريبي هاتاو! (القضاء على الفقر!) لمنحها أغلبية كبيرة (352 مقعدًا من أصل 518 مقعدًا). كتب المؤرخ راماشاندرا غوها في ما بعد أن الكونغرس (آر) «بواسطة هامش انتصارها» أصبح معروفًا بأنه الكونغرس الحقيقي، «فهو لا يتطلب تأهيلًا لاحقًا». في شهر ديسمبر من عام 1971، وتحت قيادتها الاستباقية للحرب، هزمت الهند عدوها اللدود باكستان في حرب أدت إلى استقلال بنغلاديش، باكستان الشرقية سابقًا. مُنحت جائزة بهارات راتنا في الشهر التالي، فكانت في أوج قمتها؛ وفقًا لكاتب سيرتها إندير مالهوترا، «كان وصف ذا إيكونوميست لها بأنها «إمبراطورة الهند» يبدو ملائمًا». حتى قادة المعارضة، الذين اتهموها بشكل متكرر بكونها ديكتاتورية وتعزز تأليه شخصها، أشاروا إليها بأنها دورغا، وهي إلهة هندوسية.

### ازدياد سيطرة الحكومة على السلطة القضائية
في قضية غولاكناث عام 1971، صرّحت المحكمة العليا بأنه لا يمكن تعديل الدستور من قبل البرلمان إن أثرت هذه التغيرات في قضايا أساسية مثل الحقوق الأساسية. لإلغاء هذا الحكم، أقر البرلمان الذي يسيطر عليه كونغرس أنديرا غاندي التعديل الرابع والعشرين في عام 1971. بعد أن خسرت الحكومة قضية المحكمة العليا لسحب المحفظة الخاصة الممنوحة للأمراء السابقين، أقر البرلمان التعديل السادس والعشرين. أعطى هذا المحفظةَ الخاصة صلاحية دستورية لإلغاء الحكومة وإلغاء أمر المحكمة العليا.
استمرت هذه المعركة القضائية التنفيذية في قضية كيسافاناندا بهاراتي التاريخية، حين شُكِّك في التعديل الرابع والعشرين. بأغلبية ضئيلة تبلغ 7 إلى 6، قيدت هيئة المحكمة العليا سلطة البرلمان بقولها إنها لا يمكن استخدامها لتغيير «الهيكل الأساسي» للدستور. بعد ذلك، جعلت رئيسة الوزراء غاندي إيه. إن. راي –القاضي الأقدم بين أولئك الذين ينتمون إلى الأقلية في قضية كيسافاناندا بهاراتي– رئيسَ القضاة في الهند. حل راي محل ثلاثة قضاة أقدم منه: جاي. إم. شيلات، وَكي. إس. هيغدي، وغروفر، وهم جميع أعضاء الأغلبية في قضية كيسافاناندا بهاراتي. قوبِل ميل أنديرا غاندي إلى السيطرة على السلطة القضائية بانتقادات شديدة، من الصحافة والمعارضين السياسيين مثل جايبراقاش ناراين («جاي بّي») على حد سواء.

### الاضطراب السياسي
قاد هذا بعضَ قادة حزب المؤتمر إلى المطالبة بالتحرك نحو إعلان الطوارئ في النظام الرئاسي مع سلطة تنفيذية أقوى منتخبة بشكل مباشر. كانت حركة ناف نيرمان في ولاية غوجارات بين ديسمبر عام 1973 ومارس عام 1974 أبرز هذه الحركات الأولية.